# Żołnierz polski na frontach II wojny światowej (seria monet)
Seria Żołnierz polski na frontach II wojny światowej obejmowała kolekcję dziewięciu srebrnych monety kolekcjonerskich. Narodowy Bank Polski zainaugurował cykl w 1989 roku i kontynuował go do roku 1995. Monety bite były stemplem lustrzanym. Celem serii było przedstawienie największych operacji II wojny światowej, w których brali udział polscy żołnierze oraz polskich dowódców. Pierwszą monetą serii było Westerplatte wyemitowane w 1989 roku.

## Lista monet seriiŻołnierz polski na frontach II wojny światowej
Awers monet kolekcjonerskich jest stały i przedstawia orła, rok wprowadzenia do obiegu, nominał oraz napis Rzeczpospolita Polska (tylko na monecie Westerplatte bity był napis Polska Rzeczpospolita Ludowa). Pośrodku rewersu widnieje stylizowany wizerunek żołnierzy oraz opis wydarzenia, w którym uczestniczyło Wojsko Polskie. Przy rancie półkolem napis ŻOŁNIERZ POLSKI NA FRONTACH II WOJNY ŚWIATOWEJ.
| Moneta                                     | Nominał        | Stop   | Średnica | Masa   | Rok emisji  | Nakład | Wizerunek monety |
| ------------------------------------------ | -------------- | ------ | -------- | ------ | ----------- | ------ | ---------------- |
| Westerplatte 1939 – major Henryk Sucharski | 5000 złotych   | Ag 750 | 32,00 mm | 16,5 g | 1989        | 25 000 | awers i rewers   |
| Narvik 1940                                | 100000 złotych | Ag 750 | 32,00 mm | 16,5 g | 1991        | 12 000 | awers i rewers   |
| major Henryk Dobrzański "Hubal" 1939–1940  | 100000 złotych | Ag 750 | 32,00 mm | 16,5 g | 1991        | 12 000 | awers i rewers   |
| Bitwa o Anglię 1940                        | 100000 złotych | Ag 750 | 32,00 mm | 16,5 g | 1991        | 12 000 | awers i rewers   |
| Tobruk 1941                                | 100000 złotych | Ag 750 | 32,00 mm | 16,5 g | 1991        | 12 000 | awers i rewers   |
| Konwoje 1939–1945                          | 200000 złotych | Ag 750 | 32,00 mm | 16,5 g | 1992        | 15 000 | awers i rewers   |
| Ruch oporu 1939–1945                       | 200000 złotych | Ag 750 | 32,00 mm | 16,5 g | 1993        | 10 000 | awers i rewers   |
| Monte Cassino 11–18 maja 1944              | 200000 złotych | Ag 750 | 32,00 mm | 16,5 g | 1994        | 15 000 | awers i rewers   |
| Berlin 1945                                | 10 złotych     | Ag 750 | 32,00 mm | 16,5 g | 6 maja 1995 | 12 000 | awers i rewers   |